# Winds Score
Winds Score股份有限公司（或寫為WindsScore）是一家總部位於日本滋贺县守山市的音樂出版社，其核心業務是管樂（吹奏楽）樂譜的出版，尤其以與日本管樂界活躍的作編曲家合作所產出的J-POP各式改編而受到各家樂團、社團的歡迎及支持。

## 外部連結
- 官方网站